# كاظم إسماعيل الكاطع
كاظم إسماعيل كاطع الحمراني المحمداوي شاعر شعبي عراقي. يعتبر واحدًا من ثلاث أعمدة للشعر الشعبي في العراق إلى جانب مظفر النواب وعريان السيد خلف. صدر ديوانه الأول عام 1968 وعنوانه (قصائد دامعة).

## حياته
يعود بجذوره إلى محافظة ميسان في العراق من مواليد 1950 م في بغداد/ مدينه الصدر. تخرج في الجامعة المستنصرية/كلية الآداب/ قسم اللغة الإنكليزية 1974 م ويحمل شهادة الماجستير في الأدب الإنكليزي من إحدى الجامعات الهندية. وهو عضو جمعية المؤلفين والموسيقيين العالميين(باريس) وعضو الاتحاد العام للشعراء الشعبيين في العراق ورئيسه في دورتين انتخابيتين عام 1993 و 1994.

## شعره
تعود بداياته الشعرية إلى الستينيات. بداياته كانت في مدينة الثورة حيث كتب أول قصيدة له كانت قصيدة بعنوان(انتهينه) وهي عبارة عن قصيدة لشاب خابت آماله في الحب. 
وتقول مقاطع القصيدة:

وانتهينا

وانتهى الماينتهي وخلص حجينة

وانتهينا وبقت كطرات الوفى المذبوح تتناثر علينا.

وبقيت للمجفين كوم اسرار عد روحي الامينة

وكون ندري بالعتاب يفيد بيهم عاتبينا

وكون يسوون البجي..جا باثنعش ناظر بجينا

غافلونا وباكو العشرة غفل من بين ادينة.

وباكوا من ايد العمر سنتين وبوجهم رضينة

تالي نزعوا شوكنا من كلوبهم وكالوا عوض عنكم لكينا.

إلى أخر القصيدة...

ويقول عن هذه القصيدة أنه كتبها بعفوية لحبيبته حينما كان يمارس وقتها لعبة كرة القدم في منتخب الشرطة.
القصيدة جعلته ينضم إلى ركب الشعراء المعروفين وقتها ومنهم جمعة الحلفي، عريان السيد خلف، فالح حسون الدراجي، أبو سرحان، كريم العراقي، شاكر السماوي بعد أن دأب على التردد على مقهى الميثاق في مدينة الثورة وبدأ التعرف على شعراء جيله هناك. وقد تأثر بصديقه شاكر السماوي.

## نضاله السياسي
عاش الشاعر ضمن عائلة سياسية وعاصر أحداث 1963 وتجربة الحرس القومي مما جعله مؤهلا ليكتب قصيدة هي (رسالة أم) عبارة عن قصيدة على لسان أم لأبنها السجين السياسي في سجن نقرة السلمان القريب من الحدود العراقية السعودية في وسط الصحراء. وهذه القصيدة جعلت الذين حوله يشكون بأنها لشاعر مبتدئ لذا نسبوها لمظفر النواب ثم بعد ذلك استطاع الشاعر أن يؤكد أنها له.
عرف الشاعر بمواقفه الوطنية المناهضة للنظام الحاكم بسبب انتماؤه للحزب الشيوعي العراقي الممنوع وقتها مما سبب له الكثير من المتاعب.
كتب العديد من القصائد التي غناها الكثيرون ومنهم: كاظم الساهر، جورج وسوف، سعدون جابر، فؤاد سالم، احمد نعمة، كريم منصور، قحطان العطار، حسين نعمة، ياس خضر وحسن بريسم.
اشتهر بالكثير من قصائد الرثاء وأشهرها قصيدته في رثاء زوجته والقصيدة التي نظمها في رثاء ابنه الصغير (حيدر) والذي أعدم أو اغتيل شنقاً وهو لم يتجاوز الإثني عشرة سنة ولم يعرف سبب الحادثة وهل كانت انتحارًا أو اغتيالاً من قبل زمر البعث كما قيل في حينها.[بحاجة لمصدر]

## وفاته
توفي الكاطع في 25 يونيو 2012 بمستشفى الكاظمية عن عمر يناهز الـ62 عاماً بعد صراع مرير مع مرض في القلب، وكانت مراسيم تشييعه في المسرح الوطني وسط بغداد، ودفن في محافظة النجف في مقبرة وادي السلام.

## أعماله
- قصائد دامعة 1968 بالاشتراك مع الشاعر كريم راضي العماري.
- شمس بالليل 1970.
- جنه نحلم 1971.
- عيد أبو هلالين 1972.
- عرس دجلة 1975.
- شفاعات الوجد 1999 مشترك مع مظفر النواب عريان السيد خلف.
- نعش النهر 1999.
- غاب الكمر 2004.
- كطرات النده 2004.
- نورس حزين 2006.
- هل ليل المعرسين 2006.[2]

## أقرأ أيضا
- شعر شعبي عراقي